# Christian Grönroos
Christian Grönroos (Helsinki, Finlandia, 16 de enero de 1947) es un académico finlandés especializado en mercadotecnia relacional y de servicios. Sus principales contribuciones se enfocan en el desarrollo de modelos empresarialoes basados en una lógica de servicio.
En 1984 fue nombrado Profesor de Mercadotecnia Industrial en Hanken School of Economics. En 1999, fue nombrado Profesor de Servicios y Mercadotecnia relacional. Desde 2014 es Profesor Emérito.  

## Actividad académica
Christian Grönroos ha sido seleccionado como una "Leyenda del marketing". Su trabajo de investigación ha sido publicado en la serie editorial "Leyendas del marketing", editada por Jagdish Sheth.
Es autor de varios libros de téxto de marketing relacional y de servicios.
En 1994 fundó el Centro de Marketing Relacional y de Gestión de Servicios CERS. Actualmente funge como su presidente.
En 2010, CERS estableció el Grönroos Service Research Award que premia investigación de excelencia en marketing.

## enlaces externos
- Página oficial de Christian Grönroos en Hanken School of Economics
- Video "Marketing as promise management: regaining customer management for marketing" en YouTube.

- Datos: Q4356111